# Chronologie de la fantasy
Ceci est une chronologie de la fantasy, c'est-à-dire des événements liés à la fantasy.

XXIe siècle - XXe siècle - XIXe siècle
2020 - 2010 - 2000 - 1990 - 1980 - 1970 - 1960 - 1950 - 1940 - 1930 - 1920 - 1910 - 1900 - 1890

## XXIesiècle

### Années 2020
- 2025 en fantasy
- 2024 en fantasy
- 2023 en fantasy
- 2022 en fantasy
- 2021 en fantasy
- 2020 en fantasy

### Années 2010
- 2019 en fantasy
- 2018 en fantasy
- 2017 en fantasy
- 2016 en fantasy
- 2015 en fantasy
- 2014 en fantasy
- 2013 en fantasy
- 2012 en fantasy
- 2011 en fantasy
- 2010 en fantasy

### Années 2000
- 2009 en fantasy
- 2008 en fantasy
- 2007 en fantasy
- 2006 en fantasy
- 2005 en fantasy
- 2004 en fantasy
- 2003 en fantasy
- 2002 en fantasy
- 2001 en fantasy
- 2000 en fantasy

## XXesiècle

### Années 1990
- 1999 en fantasy
- 1998 en fantasy
- 1997 en fantasy
- 1996 en fantasy
- 1995 en fantasy
- 1994 en fantasy
- 1993 en fantasy
- 1992 en fantasy
- 1991 en fantasy
- 1990 en fantasy

### Années 1980
- 1989 en fantasy
- 1988 en fantasy
- 1987 en fantasy
- 1986 en fantasy
- 1985 en fantasy
- 1984 en fantasy
- 1983 en fantasy
- 1982 en fantasy
- 1981 en fantasy
- 1980 en fantasy

### Années 1970
- 1979 en fantasy
- 1978 en fantasy
- 1977 en fantasy
- 1976 en fantasy
- 1975 en fantasy
- 1974 en fantasy
- 1973 en fantasy
- 1972 en fantasy
- 1971 en fantasy
- 1970 en fantasy

### Années 1960
- 1969 en fantasy
- 1968 en fantasy
- 1967 en fantasy
- 1966 en fantasy
- 1965 en fantasy
- 1964 en fantasy
- 1963 en fantasy
- 1962 en fantasy
- 1961 en fantasy
- 1960 en fantasy

### Années 1950
- 1959 en fantasy
- 1958 en fantasy
- 1957 en fantasy
- 1956 en fantasy
- 1955 en fantasy
- 1954 en fantasy
- 1953 en fantasy
- 1952 en fantasy
- 1951 en fantasy
- 1950 en fantasy

### Années 1940
- 1949 en fantasy
- 1948 en fantasy
- 1947 en fantasy
- 1946 en fantasy
- 1945 en fantasy
- 1944 en fantasy
- 1943 en fantasy
- 1942 en fantasy
- 1941 en fantasy
- 1940 en fantasy

### Années 1930
- 1939 en fantasy
- 1938 en fantasy
- 1937 en fantasy
- 1936 en fantasy
- 1935 en fantasy
- 1934 en fantasy
- 1933 en fantasy
- 1932 en fantasy
- 1931 en fantasy
- 1930 en fantasy

### Années 1920
- 1929 en fantasy
- 1928 en fantasy
- 1927 en fantasy
- 1926 en fantasy
- 1925 en fantasy
- 1924 en fantasy
- 1923 en fantasy
- 1922 en fantasy
- 1921 en fantasy
- 1920 en fantasy

### Années 1910
- 1919 en fantasy
- 1918 en fantasy
- 1917 en fantasy
- 1916 en fantasy
- 1915 en fantasy
- 1914 en fantasy
- 1913 en fantasy
- 1912 en fantasy
- 1911 en fantasy
- 1910 en fantasy

### Années 1900
- 1909 en fantasy
- 1908 en fantasy
- 1907 en fantasy
- 1906 en fantasy
- 1905 en fantasy
- 1904 en fantasy
- 1903 en fantasy
- 1902 en fantasy
- 1901 en fantasy
- 1900 en fantasy

## XIXesiècle

### Années 1890
- 1899 en fantasy
- 1898 en fantasy
- 1897 en fantasy
- 1896 en fantasy
- 1895 en fantasy
- 1894 en fantasy
- 1893 en fantasy
- 1892 en fantasy
- 1891 en fantasy
- 1890 en fantasy